# Lamponicta cobon
Lamponicta cobon är en spindelart som beskrevs av Norman I. Platnick 2000. Lamponicta cobon ingår i släktet Lamponicta och familjen Lamponidae. Inga underarter finns listade i Catalogue of Life.